# Société anonyme tunisienne de production et d'expansion cinématographique
La Société anonyme tunisienne de production et d'expansion cinématographique, SATPEC (àrab: الشركة التونسية للإنتاج والتنمية السينمائية, ax-Xarika at-tūnisiyya li-l-intāj wa-t-tanmiyya as-sīnimāʾiyya) és un establiment públic tunisià creat el 1957 i desaparegut el 1992. Era responsable de la producció, importació, distribució i explotació de pel·lícules tunisianes.

## Història
El 1964, el govern tunisià presidit per Habib Bourguiba, amb la voluntat de promoure l'aparició d'un cinema nacional i independent, va crear el SATPEC i va el 1968 instal·lar un complex de cinema industrial al turó de Gammarth, davant del mar, en lloc d'un antic monestir. El 1969, SATPEC va obtenir el monopoli nacional d'importació i producció de pel·lícules estrangeres a Tunísia. El govern va retirar el monopoli de SATPEC el 1981.
El juny de 1983, amb la instal·lació de nous laboratoris de color a Gammarth, SATPEC va començar a concedir serveis tècnics a obres cinematogràfiques estrangeres com la pel·lícula Pirates de Roman Polanski, rodat a Tunísia el 1986 amb el suport, en particular, de Tarak Ben Ammar.
Tanmateix, debilitat pels problemes financers, SATPEC —que només havia conservat la infraestructura tècnica de Gammarth— va ser liquidada i privatitzada el 1992:370 El 2011, Tarak Ben Ammar va comprar els laboratoris de Gammarth Studios com a part de Quinta Communications.